# Rathaus Schöneberg
Das Rathaus Schöneberg ist ein Rathaus des Berliner Bezirks Tempelhof-Schöneberg. Von 1949 bis 1993 tagte hier das Berliner Abgeordnetenhaus und von 1949 bis 1991 war es Sitz des Regierenden Bürgermeisters von Berlin. Nach seiner Fertigstellung im Jahr 1914 war es bis 1920 das Rathaus der kreisfreien Stadt Schöneberg. Von 1920 bis zur Bezirksfusion 2001 beherbergte es die Verwaltung des damaligen Berliner Bezirks Schöneberg.
Zur Zeit der Teilung Berlins fanden hier bedeutende Ereignisse der Stadtgeschichte statt:
- die Übergabe der Freiheitsglocke am 21. Oktober 1950.
- John F. Kennedy hielt am 26. Juni 1963 auf dem Platz vor dem Rathaus seine berühmte Rede, bei der er das historische Bekenntnis „Ich bin ein Berliner“ abgab.
- Hier begann die Demonstration am 2. Juni 1967 in West-Berlin gegen den Staatsbesuch des Schahs Mohammad Reza Pahlavi, bei der der Student Benno Ohnesorg erschossen wurde.

Der Sandsteinbau wird durch einen 70 m hohen Turm geprägt, auf dem die Berliner Fahne weht. Verschiedene Reliefs schmücken die einfach verputzte Fassade. Die Innenräume enthalten Holzverkleidungen und typische bürgerliche Auftragskunst des frühen 20. Jahrhunderts. Im Zweiten Weltkrieg durch mehrere Bomben getroffen, wurden Teile des Innenraums und der Turm nur vereinfacht wiederhergestellt. Trotzdem dienen einige Innenräume bis heute gern als Filmkulisse, wenn ein großbürgerliches Ambiente dargestellt werden soll.

## Ehemaliges Rathaus am damaligen Kaiser-Wilhelm-Platz

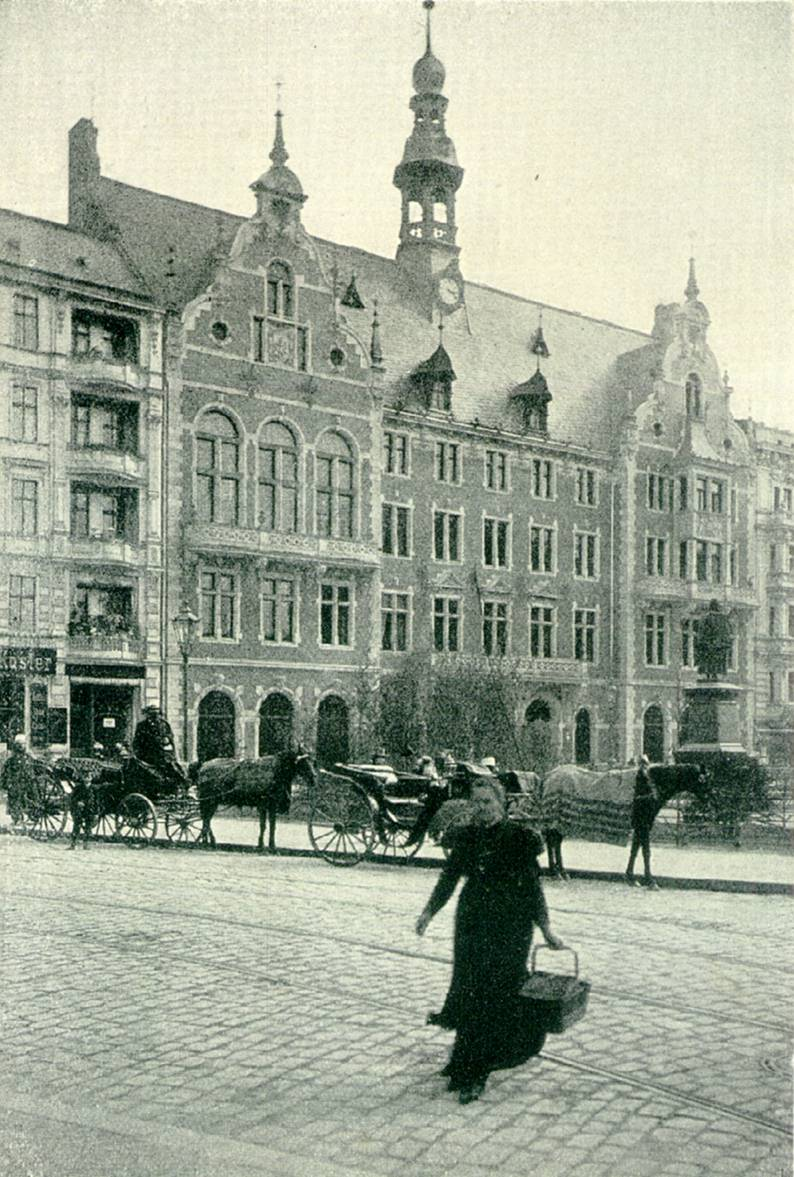
Ehemaliges Rathaus Schöneberg am damaligen Kaiser-Wilhelm-Platz, um 1895

Die Gemeinde Schöneberg unter Bürgermeister Adolf Feurig ließ ihr erstes Rathaus 1874 an der damaligen Bahnstraße (ab 13. Juni 1893: Kaiser-Wilhelm-Platz, heute: Richard-von-Weizsäcker-Platz) als Amtshaus mit angeschlossenem Gefängnis errichten. In den Jahren zuvor befand sich das Gemeindebüro in der Wohnung des Dorfschulzen. Das Baugrundstück, von einem Mitglied der Gemeindeversammlung abgekauft, lag neben der 1837 eingerichteten Dorfschule.
20 Jahre später, zwischen 1891 und 1892, wurde das Rathaus durch einen größeren Neubau ersetzt, für den ein Teil der Dorfschule abgerissen werden musste. Die Einwohnerzahl war seit der Fertigstellung des Amtshauses von 4.500 auf rund 29.000 gestiegen. Die neuen Baupläne stammten vom Baurat Friedrich Schulze. Der damals 480.000 Mark (kaufkraftbereinigt in heutiger Währung: rund 3,89 Millionen Euro) teure Bau zeigte laut der Gemeinde eine „stattliche Hauptfront in deutscher Renaissance“ mit zwei Giebeln als Risalite und in der Mitte einen Dachreiter mit Uhr. Das Dach war mit Schiefer gedeckt, Gesimse, Brüstungen, Bildhauerarbeiten etc. bestanden aus Cottaer Sandstein. Die Sitzungssäle und der Festsaal wurden von der Firma Gustav Kuntzsch, Wernigerode, ausgestattet. Magistrats- und großer Sitzungssaal für die Stadtverordneten befanden sich im zweiten Geschoss, kleinere Säle für Ausschüsse, Kommissionen und Deputationen in der ersten Etage.

Schöneberg wuchs in den folgenden Jahrzehnten rapide weiter, eine von den Einwohnern angestrebte Eingemeindung nach Berlin ließ sich nicht durchsetzen. Dafür erhielt die Gemeinde 1898 das Stadtrecht, die Einwohnerzahl lag in jenem Jahr schon über 70.000. Das benötigte Personal der Stadtverwaltung konnte bald nicht mehr im Rathaus untergebracht werden und Erweiterungsflächen am Kaiser-Wilhelm-Platz standen nicht in ausreichendem Maße zur Verfügung. Deshalb kaufte die Stadt im Jahr 1900 das sogenannte „Rosenkessel’sche Grundstück“ am Mühlenberg als neuen Rathausstandort. Das alte Rathaus am Kaiser-Wilhelm-Platz wurde im Zweiten Weltkrieg zerstört. Eine Gedenktafel an dem später dort errichteten Neubau erinnert bis heute an seinen ehemaligen Standort.

## Geschichte

### Neubau 1906–1914
Dem Bau des neuen Rathauses der Stadt Schöneberg ging eine mehrjährige Finanzierungs- und Planungsphase voraus. Die erste Planung, vom ersten Schöneberger Oberbürgermeister Rudolph Wilde in Auftrag gegeben, stammte von Stadtbaurat Paul Egeling. Die Entwürfe wurden aber von der Stadtverordnetenversammlung wegen der veranschlagten Baukosten von 4,2 Millionen Mark (kaufkraftbereinigt in heutiger Währung: rund 30 Millionen Euro) im Mai 1909 verworfen. Der vorgesehene Baubeginn im Jahr 1906 verschob sich jedoch, weil die auf dem Rosenkessel’schen Grundstück bestehenden Einrichtungen wie das Armenhaus, die Desinfektionsanstalt, die Stadtgärtnerei und das Depot der Straßenreinigung an andere Standorte zu verlegen waren. Ein Architektenwettbewerb wurde ausgeschrieben, mit dem es gelingen sollte, das Rathaus „zum Mittelpunkte einer besonderen städtebaulichen Entwicklung (Schönebergs) zu machen; […] es zum hervorragendsten Monumentalbau der Stadt werden zu lassen […]“ Zur Jury gehörten unter anderem der Architekt des Reichsgerichts in Leipzig, Ludwig Hoffmann, und der Reichstagsarchitekt Paul Wallot. Die teilnehmenden Architekten reichten insgesamt 84 Entwürfe ein. Die bisher auf protestantische Kirchen spezialisierten Architekten Peter Jürgensen und Jürgen Bachmann aus Charlottenburg konnten sich im Oktober 1910 durchsetzen.
Das unmittelbar südlich neben dem Mühlenberg gelegene morastige Fenn, das sich als eiszeitliche glaziale Rinne (Grunewaldseenkette) erstreckte, wurde parallel zur Planierung des Rathausgrundstücks trockengelegt. Auf der Fläche entstand von 1908 bis 1911 der Stadtpark, der heutige Rudolph-Wilde-Park.

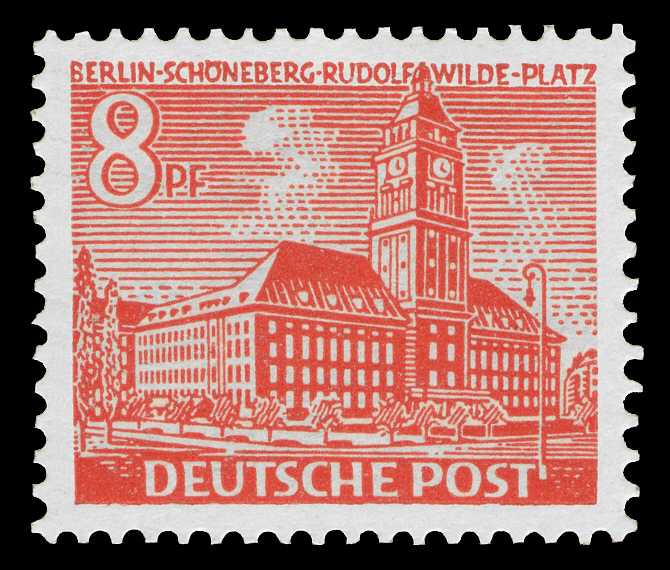
Briefmarke der Serie Berliner Bauten von 1949 mit der ursprünglichen Gestaltung des Turms

Die Grundsteinlegung des Rathauses erfolgte am 26. Mai 1911 unter Oberbürgermeister Alexander Dominicus. Als Tag der Grundsteinlegung wurde der 54. Geburtstag des verstorbenen Oberbürgermeisters Wilde zu dessen Ehren gewählt. Die Bauarbeiten schritten rasch voran und bereits nach einem Jahr war der Baukörper gut zu erkennen. Der Unterbau wurde in Sandstein ausgeführt, die Obergeschosse erhielten Putz und Sandsteinverkleidungen. Der zum Bau benötigte Wünschelburger Sandstein wurde von den Steinbrüchen im niederschlesischen Wünschelburg geliefert. Der Bau verzögerte sich während der Ausführung, u. a. war der für den Turmbau notwendige Kran anfangs zu schwach konzipiert, auch ergaben sich während der Bauzeit durch kurzfristig beschlossene Ergänzungen (Deckengemälde im Magistratssaal, Fernsprechanlage, Turmfiguren, Heizung usw.) immense Mehrkosten gegenüber den ursprünglichen Kostenplanungen. Im April 1913 war eine Ergänzungsanleihe von 1,5 Millionen Mark nötig.
Die ersten Abteilungen konnten Anfang 1913 in das Gebäude einziehen. Am 25. März 1914 tagte die Stadtverordnetenversammlung erstmals (in der Ausstellungshalle) im Gebäude. Die offizielle Einweihung des Gebäudes wurde im Frühjahr 1914 auf Oktober 1914 in Aussicht gestellt, jedoch kam der Zeitplan durch den Ausbruch des Ersten Weltkriegs abermals in Verzug. Am 10. August 1914 fand erstmals eine Sitzung der Stadtverordneten im Sitzungssaal statt. In der Folgezeit wurden viele Räume der Kriegswirtschaft unterstellt, der Ratskeller diente ab 11. Mai 1917 als Volksküche.
Im Jahr 1920 wurde Schöneberg, zusammen mit der bis dahin selbstständigen Gemeinde Friedenau im Rahmen des „Gesetzes über die Bildung einer neuen Stadtgemeinde Berlin“ nach Groß-Berlin eingemeindet. Das Rathaus wurde Sitz des Bürgermeisters des damals neu entstandenen Bezirks Schöneberg.

### Entmachtung des Rats, Zerstörung des Rathauses 1933–1945
Die Machtergreifung durch die Nationalsozialisten zeigte sich auch sofort im Schöneberger Rathaus. Die neuen Hausherren „säuberten das Amt von marxistischen und unlauteren Elementen“, 21 Beamte und zehn Angestellte verloren ihre Stellung. Die Ratsabgeordneten Katz und Zobel (Deutsche Staatspartei) sowie Wendt und Buth (SPD) wurden unmittelbar nach der Machtübernahme beurlaubt. Bis zum 31. März 1933 waren die fünf KPD-Abgeordneten, bis zum 7. April 1933 alle 13 SPD-Parlamentarier aus der Bezirksversammlung ausgeschlossen worden. Im Zuge der Zentralisierung wurde die Bezirksversammlung ganz aufgelöst, der Bezirksbürgermeister weitgehend entmachtet. Oswald Schulz, 1925 Mitgründer der SA in Friedenau und seit Juli 1933 Bezirksbürgermeister, ließ in der Brandenburghalle eine Büste von Adolf Hitler aufstellen, die vom Berliner Bildhauer Heinrich Mißfeldt (1872–1945) geschaffen worden war. Außerdem ließ er eine Gedenktafel für SA-Männer, die im „Kampf um das Dritte Reich“ zu Tode gekommen waren, enthüllen und im Bürgersaal den Freskenzyklus Vom Anfang des Weltkrieges bis zur nationalen Erhebung von Franz Eichhorst anbringen.
Mehrere Bombentreffer gingen in den späten Kriegsjahren auf das Rathaus nieder: 1943 traf es die Stadtkasse, 1944 den Seitenflügel an der Badenschen Straße, im Februar 1945 fiel eine Bombe auf den rückwärtigen Bautrakt. Diese Bombe zerstörte auch den Luftschutzkeller, wobei 150 bis 200 Personen starben. In den letzten Kriegstagen versuchte die NSDAP, das Rathaus zu einer Verteidigungsstellung auszubauen. Volkssturm, Hitlerjugend und einige Soldaten zogen ins Rathaus ein, in den umliegenden Straßen wurden Panzersperren errichtet. Während die Rote Armee das Gebäude von außen beschoss, verbrannten die Besetzer im Innern die Akten jüdischer Hausbesitzer, die Hitlerjugend hingegen plünderte den Weinkeller. Am 29. April 1945 übergab der Ratskellerpächter das Gebäude an die Rote Armee, die im Laufe der nächsten Tage sämtliche Vorräte entfernte.

### Wiederaufbau 1945–1955 und Renovierung 1978–1987

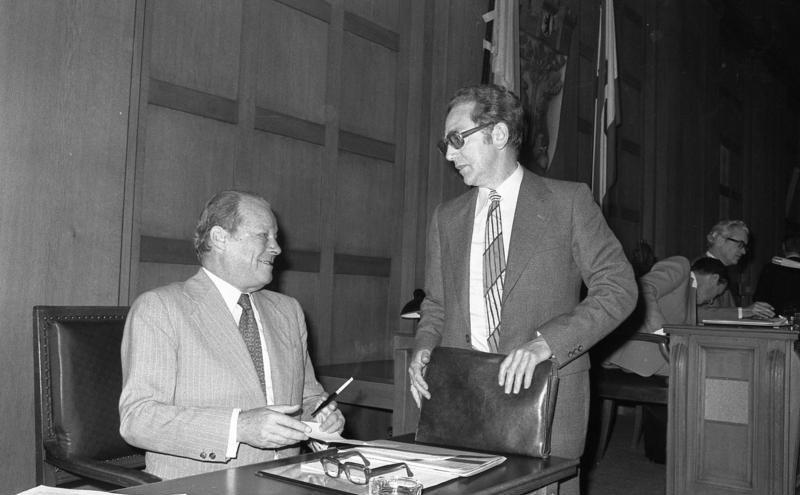
1977: Tagung des SPD-Bundesvorstands im Rathaus mit dem SPD-Vorsitzenden Willy Brandt (links)

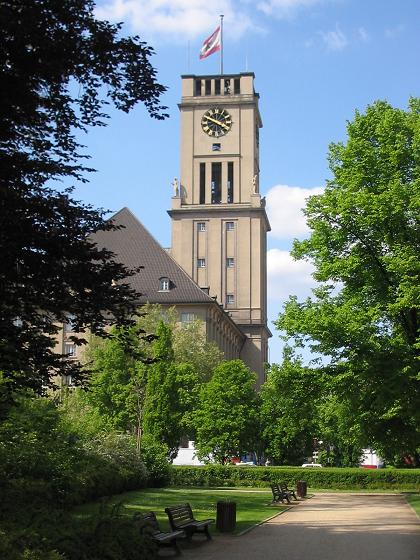
Blick vom Rudolph-Wilde-Park zum Rathaus Schöneberg

Die oben dargestellten schweren Zerstörungen im Zweiten Weltkrieg mussten dringend repariert werden, doch das ging nur schleppend, da Baumaterialien und funktionstüchtige Baumaschinen rar waren und die Besatzungsmächte anderen Bauten eine höhere Priorität einräumten. Gleichzeitig fanden aber unter der damaligen sowjetischen Besatzungsmacht im Mai 1945 im notdürftig reparierten Bürgersaal bereits Konzerte und Theateraufführungen statt. Das Fresko im Bürgersaal mit der Darstellung der „nationalen Erhebung“ wurde hastig übermalt. Trümmer wurden geräumt, die Fenster mit Holz und Pappe ausgeschlagen und 150 eiserne Öfen als Ersatz für die beschädigte Zentralheizung ins Haus gebracht. Trotzdem froren immer wieder Leitungen ein und durch das Dach eindringendes Wasser zerstörte weitere Gebäudeteile.
Der Zustand des Gebäudes wurde wesentlich verbessert, nachdem ab 1948 die Spaltung Berlins durch Währungsreform und Berlin-Blockade weiter fortschritt und das Rathaus Schöneberg ab Anfang 1949 als provisorischer Sitz der West-Berliner Politik und Verwaltung feststand. Der frühere Bürgersaal wurde durch Ausbau der Theaterbühne 1950 zum Plenarsaal. Bis 1952 erstanden die Seitenflügel an der Badenschen Straße und an der Straße Am Rathaus wieder. Der Wiederaufbau erfolgte nicht immer nach den historischen Plänen, konnte jedoch bis 1955 zu Ende gebracht werden. Der Goldene Saal, ehemals prächtigster Raum im Rathaus, diente seit 1955 in stark vereinfachter renovierter Form dem Hauptausschuss als Sitzungssaal.
Der Rathausturm wurde nach Plänen des Architekten Kurt Dübbers vereinfacht wiederhergestellt. Hier war beim Wiederaufbau besondere Eile angesagt, da der Turm rechtzeitig zum Eintreffen der Freiheitsglocke wieder instand gesetzt werden sollte. Auf dem Turm befand sich vor dem Krieg eine weitere Ebene, die von einem geschwungenen und aus Kupfer bestehenden Spitzdach bedeckt war. Die Höhe des Gebäudeteils verringerte sich um elf Meter, die ehemalige Turmhaube wurde durch eine offene Pfeilerhalle ersetzt.
Nach dem Zweiten Weltkrieg und der Teilung Berlins war das Rathaus Schöneberg bis zur Wiedervereinigung 1990 der politische Mittelpunkt West-Berlins. Das Parlament (Abgeordnetenhaus) und die Regierung (Senat) von West-Berlin hatten hier ihren Sitz. Das neu gegründete Berliner Abgeordnetenhaus hielt am 13. Januar 1949 die erste Sitzung ab. Die letzte Sitzung fand am 25. März 1993 hier statt. Ernst Reuter, der erste Regierende Bürgermeister bezog sein Dienstzimmer im Schöneberger Rathaus am 7. Juni 1949, Eberhard Diepgen leitete am 24. September 1991 die letzte Senatssitzung im Gebäude. Zudem fand hier am 16. März 1956 erstmals in Berlin eine Plenarsitzung des damals regulär in Bonn tagenden Bundesrates statt, auf die sieben weitere bis zum 23. Oktober 1959 folgten.
Andere Mieter, wie das Heimatmuseum, der Schulzahnarzt oder auch ein Theater mussten das Gebäude räumen, um Platz für die Berliner Stadtregierung zu machen.
Größere Renovierungsmaßnahmen fanden zwischen 1978 und der 750-Jahr-Feier Berlins im Jahr 1987 statt. Sie begannen 1978 mit einem Architekturwettbewerb für einen neuen Plenarsaal im Erdgeschoss. Die Garski-Affäre verhinderte jedoch letztendlich dessen Bau. Trotzdem folgten im Anschluss zahlreiche An- und Umbauten: 40 neue Büros im Dachgeschoss, die Modernisierung des Plenarsaals (1981/1982), die Verlegung des Ratskellers (1982/1983), Schaffung eines zentralen Foyers, umfangreiche Restaurierungsarbeiten unter konservatorischen Gesichtspunkten, eine Neugestaltung des Casinos, ebenso wie die Modernisierung und Erweiterung der Bibliothek sowie die Sanierung der Sanitäranlagen, die sich noch weitgehend im Originalzustand befanden.

## Veranstaltungen im und vor dem Rathaus

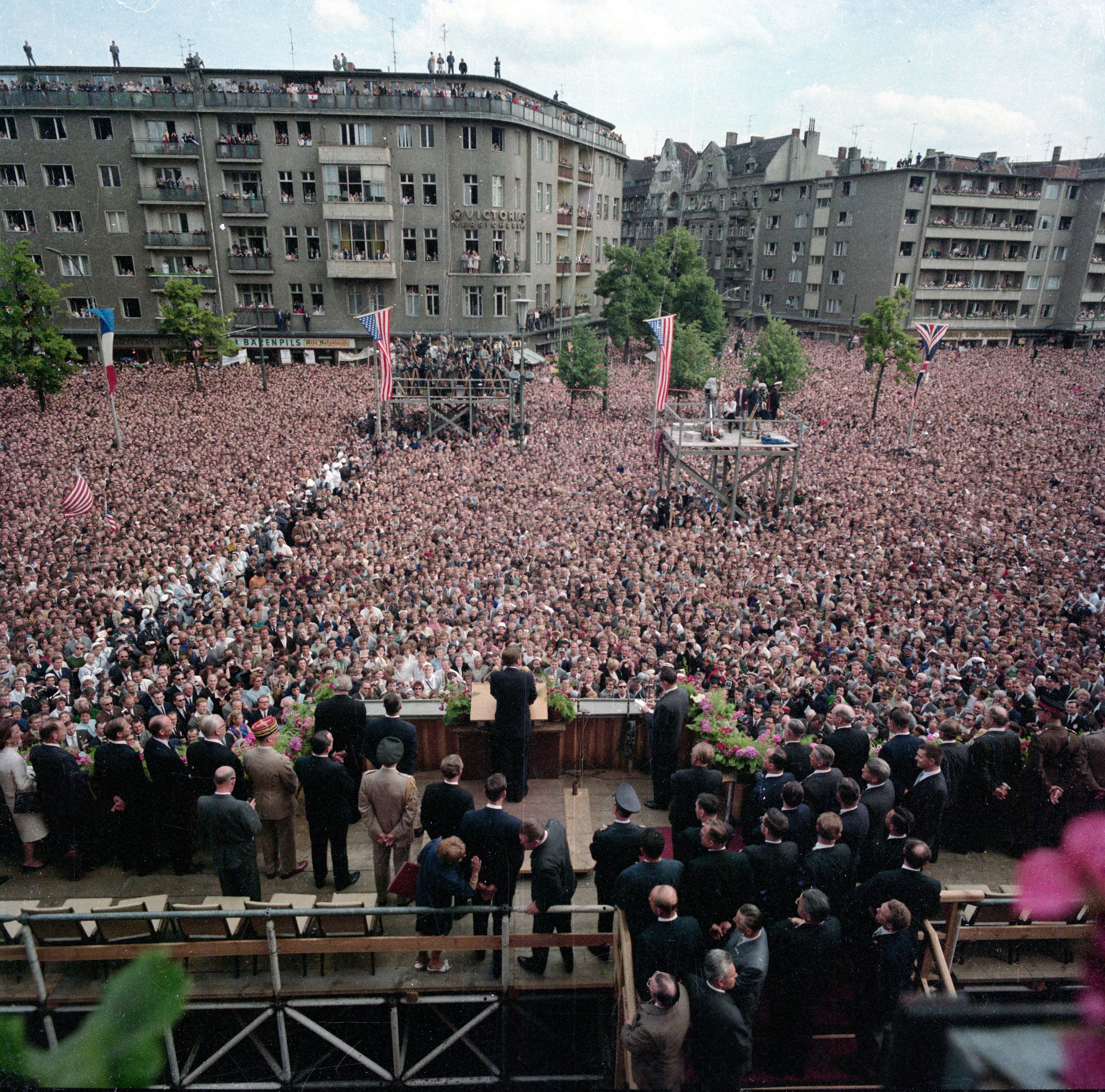
John F. Kennedy auf dem Schöneberger Rathausplatz

Im Rathaus-Turm befindet sich die Freiheitsglocke, die von gesammelten Spenden der US-amerikanischen Zivilbevölkerung für die Berliner gestiftet wurde und jeden Mittag um zwölf Uhr läutet. Der Radiosender RIAS übertrug das Schlagen der Freiheitsglocke an jedem Sonntag. Das Nachfolgeprogramm Deutschlandradio Kultur setzt diese Tradition fort.
Das Rathaus, der umliegende Platz und die darauf zulaufenden Straßen waren der Ort vieler Kundgebungen und Veranstaltungen. Bereits am 12. Mai 1949 versammelten sich etwa 300.000 Berliner sowie wichtige Politiker der westdeutschen Politik zu einer Großkundgebung nach dem Ende der Berlin-Blockade, ebenso wie die West-Berliner hier den Opfern des 17. Juni 1953 gedachten. Am 17. Juni selbst standen auf dem Rathausplatz Gulaschkanonen; Ost-Berliner Protestierende, die in den amerikanischen Sektor Berlins gelangt waren, wurden vor das Rathaus geschafft und hier von zahlreichen herbeigeeilten West-Berlinern mit Lebensmitteln und Süßigkeiten ebenso versorgt, wie sie nach der Lage im Osten ausgefragt wurden.
Anlässlich des ungarischen Volksaufstands im Jahr 1956 sah es zwischenzeitlich so aus, als würden vor dem Rathaus versammelte Demonstranten sich aufmachen, um das Sowjetische Ehrenmal im Tiergarten zu zerstören, um dann durch das Brandenburger Tor zur Sowjetischen Botschaft in Ost-Berlin zu gelangen und diese ebenfalls anzugreifen.
Direkt nach dem Bau der Berliner Mauer kamen immer wieder Berliner vor dem Rathaus Schöneberg zusammen, um zu Gegenmaßnahmen aufzufordern. Um eine Eskalation zu vermeiden, berief der Senat erst am 16., dann auch noch am 19. August 1961 dort offizielle Kundgebungen ein. Es kamen über 800.000 Berliner vor das Rathaus, um ihre verzweifelten und wütenden Reaktionen auf den Bau der Berliner Mauer zu zeigen. Während Bundeskanzler Konrad Adenauer Berlin in diesen Tagen demonstrativ fernblieb, trat der Regierende Bürgermeister Willy Brandt mehrfach auf. Er schaffte es, die Menschen West-Berlins sowohl zu beruhigen, als auch ihrer aufgebrachten verzweifelten Stimmung Ausdruck zu verleihen. Er forderte die Berliner zu „Besonnenheit, aber nicht Gleichgültigkeit“ auf und kritisierte die Alliierten für ihre Tatenlosigkeit, ohne generell die enge Verbundenheit zu ihnen in Frage zu stellen.
Langfristig am besten im Gedächtnis blieb der Staatsbesuch des US-Präsidenten John F. Kennedy. Dort hielt er am 26. Juni 1963 seine Rede mit dem berühmten Bekenntnis „Ich bin ein Berliner“. Zu seinen Ehren wurde der Rudolph-Wilde-Platz vor dem Rathaus drei Tage nach Kennedys Ermordung in John-F.-Kennedy-Platz umbenannt; bereits am Abend der Ermordung hatten sich einige Tausend Berliner zu einer spontanen Trauerfeier auf dem Platz versammelt. Andere bedeutende Besuche waren die von Indira Gandhi, Martin Luther King oder der britischen Königin Elisabeth II. im Jahr 1965.
Im Jahr 1967 nahmen hier die Auseinandersetzungen ihren Ursprung, die schließlich zum Tod Benno Ohnesorgs führten. Am Morgen des 2. Juni 1967 sollte sich der Schah von Persien in das Goldene Buch der Stadt eintragen. Etwa 3000 Schah-Interessierte, vorwiegend ältere Damen, säumten den Platz vor dem Rathaus, ebenso wie etwa 800 Gegner des Schahs und etwa 100 aus Persien eingeflogene Unterstützer, viele davon Mitglieder des Geheimdienstes SAVAK. Im Laufe der Veranstaltungen begannen die sogenannten „Jubelperser“ mit Holzlatten, Eisenruten und Totschlägern auf die Demonstranten einzuprügeln, dabei von der anwesenden Polizei eher ignoriert denn gehindert. Die Ereignisse und ihre Live-Übertragung auf RIAS führten schließlich zu einer aufgeheizten Stimmung, die abends vor der Deutschen Oper ihren Abschluss fand.
Das Schöneberger Rathaus geriet durch eine Großkundgebung mit etwa 20.000 Teilnehmern am 10. November 1989, dem Tag nach der ersten Öffnung der Mauer, ein letztes Mal in den Blick der Öffentlichkeit. Der Regierende Bürgermeister Walter Momper sprach ebenso wie Außenminister Hans-Dietrich Genscher und Willy Brandt. Unter dem größten Beifall der Anwesenden wünschte er: „Berlin wird leben und die Mauer wird [endgültig] fallen“. Der Auftritt des Bundeskanzlers Helmut Kohl hatte weniger Fortune, die Versammelten pfiffen ihn permanent aus und unterbrachen seine Rede immer wieder.
Am 3. Oktober 1990 begann die Freiheitsglocke um 0:00 Uhr die Deutsche Einheit einzuläuten. Ebenso ließ Eberhard Diepgen sie am 20. Juni 1991 anlässlich des Hauptstadtbeschlusses läuten.
Eine große Menschenmenge versammelte sich vor dem Rathaus, als Willy Brandt 1992 – wie schon Ernst Reuter 39 Jahre zuvor – im Rathaus aufgebahrt war. Es kamen viele tausend Menschen, um ihm die letzte Ehre zu erweisen.
Am 13. September 2001 läutete die Freiheitsglocke aus Anlass der Terroranschläge am 11. September 2001 für sieben Minuten und tausende Berliner gedachten auf dem John-F.-Kennedy-Platz vor dem Rathaus Schöneberg der Opfer in den Vereinigten Staaten.
Anlässlich der 100-Jahr-Feier des Rathauses fand am 11. April 2014 eine Festveranstaltung statt, bei der u. a. der Botschafter der Vereinigten Staaten in Deutschland, John B. Emerson, eine Festrede hielt und die ehemaligen Regierenden Bürgermeister Eberhard Diepgen und Walter Momper als Zeitzeugen befragt wurden.

## Rathausanlage

### Baubeschreibung

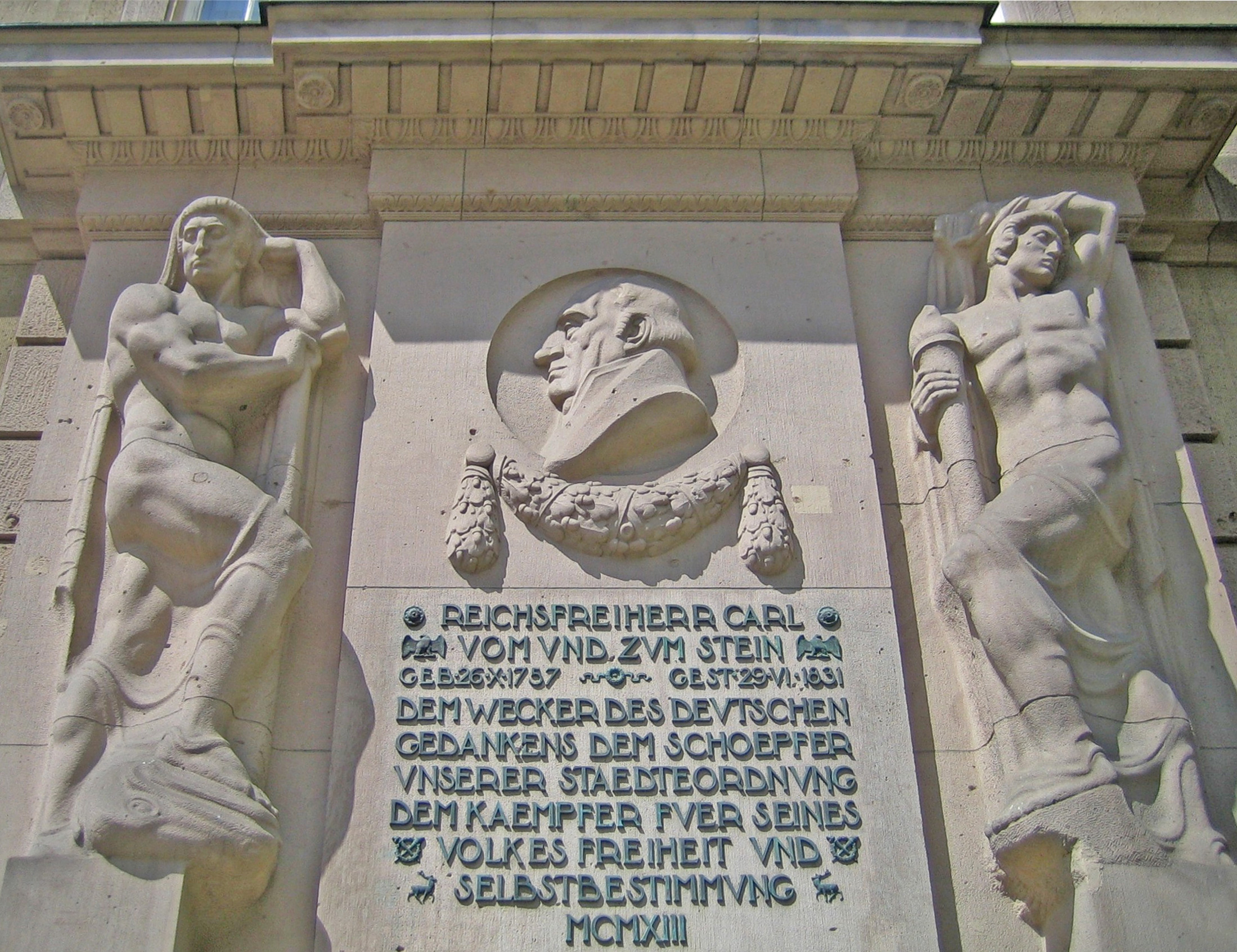
Relief Freiherr vom Stein
von Hugo Lederer

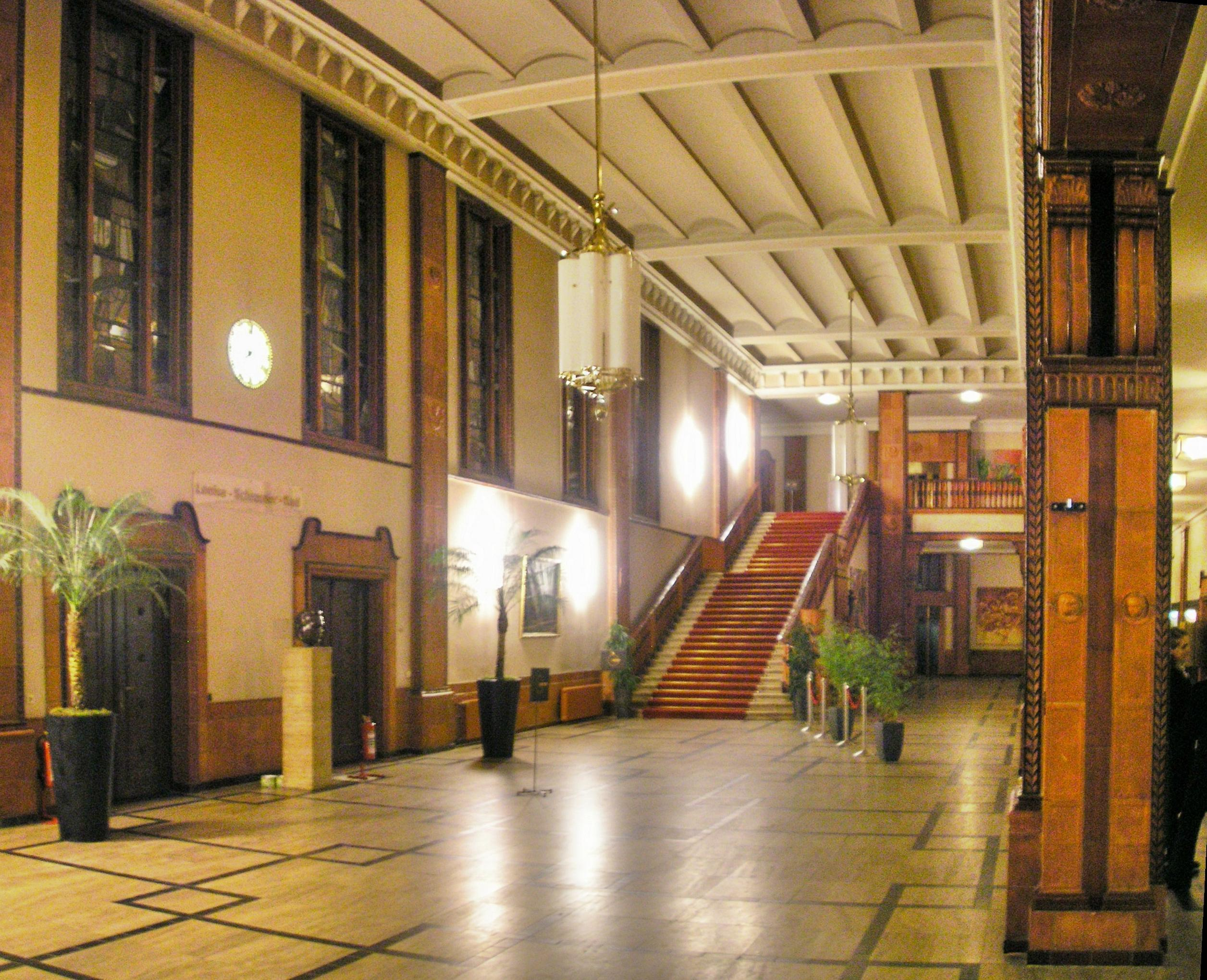
Rathaus-Eingangshalle

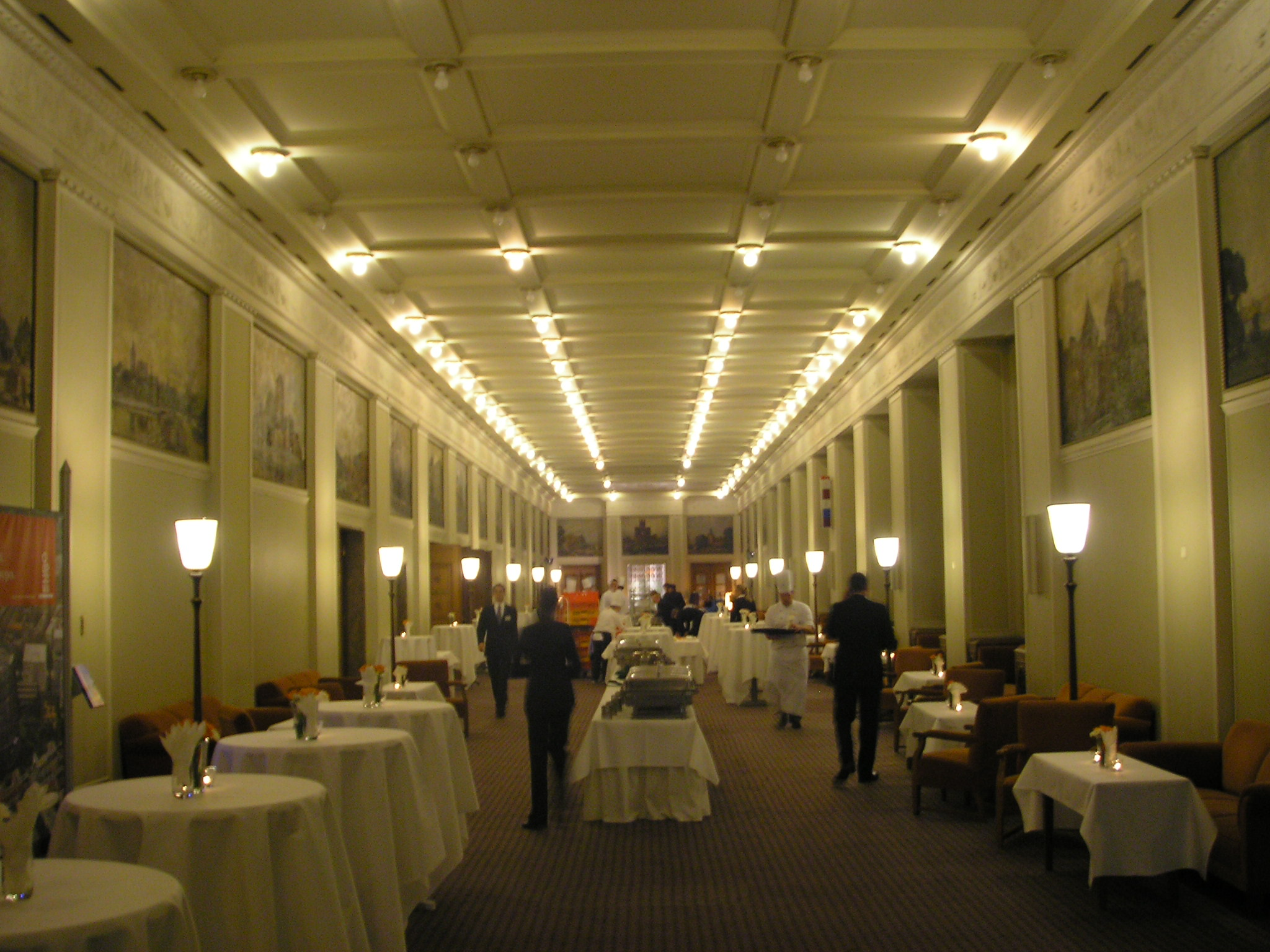
Brandenburghalle

Das Rathaus Schöneberg ist eine unregelmäßig gegliederte, vierflügelige Anlage. Stilistisch kann das Bauwerk einer strengen Art des Neobarocks zugeordnet werden. Breite repräsentativ angelegte Treppen führen vom Rathaus hinunter in den Ostteil des Stadtparks zur Brunnenanlage, auf der sich der von August Gaul gefertigte Goldene Hirsch befindet, das Wappentier Schönebergs. Die zum Kennedy-Platz ausgerichtete Hauptfassade wird durch kolossale Pilaster der ionischen Ordnung untergliedert. Aus der 93 m breiten viergeschossigen Hauptfassade am Kennedy-Platz treten ein Risalit mit einem im Erdgeschoss angeordneten toskanischen Portikus sowie ein sich darüber erhebender 70 m hoher Turm hervor. Über der Fassade befindet sich ein hohes dunkles Walmdach, das mit Rundgauben ausgestattet ist. Die Fassade ist mit zahlreichen Kalksteinfiguren aus der Friedenauer Werkstatt von Isenbeck und Hinrichsen versehen und entspricht heute noch im Wesentlichen ihrem bauzeitlichen Zustand. Die repräsentativeren Skulpturen befinden sich an der Hauptfassade unterhalb der hohen Fenster des zweiten Geschosses und zeigen Handwerks- und Handelstätigkeiten.
An den weiteren Fassaden befinden sich Skulpturen und Ornamente, die allerdings zurückhaltender ausgeführt sind als an der Schauseite des Rathauses.
Ein Wandrelief des Bildhauers Hugo Lederer im Erdgeschossbereich an der Fassade zur Freiherr-vom-Stein-Straße erinnert an den Namensgeber der Straße. Ursprünglich handelte es sich um ein Denkmal, das gleichzeitig mit dem Rathaus im April 1914 enthüllt werden sollte. Es fiel aber bereits im Sommer desselben Jahres einer Verkehrsregulierung der Freiherr-vom-Stein-Straße zum Opfer und wurde als Wandrelief am Rathaus umgestaltet. Ein Risalit, ebenfalls an dieser Fassade, bildet die bürgerlichen Tugenden Sorge für das Gemeinwohl, Klugheit, Mäßigkeit und Gerechtigkeit ab. In Richtung Badensche Straße befand sich ein ähnlicher Risalit, der jedoch im Zweiten Weltkrieg zerstört wurde.

### Innenräume
Im Inneren des Hauptflügels befindet sich die über zwei Stockwerke reichende 63 m breite Eingangshalle mit einer umlaufenden Galerie, über die die repräsentativen Räumlichkeiten – wie beispielsweise das Arbeitszimmer des Bürgermeisters – zu erreichen sind. Die Eingangshalle, auch Vestibül genannt, ist mit teilglasierten figuralen und ornamentalen Terrakotten verkleidet. Diese Baukeramiken wurden von dem Architekten und Baukeramiker John Martens entworfen und unter seiner Leitung von der Großherzoglichen Majolika-Manufaktur in Karlsruhe gefertigt.
Im Rathaus können die Stockwerke auch mit Hilfe zweier öffentlich zugänglicher Paternoster erreicht werden. In der ersten Etage befinden sich neben dem Arbeitszimmer des Bürgermeisters verschiedene Arbeitsräume und der Goldene Saal, in dem ursprünglich der Magistrat von Schöneberg tagte. Ab 1920 wurde er zum Sitzungssaal umgewidmet. Namensgebend ist die vergoldete Stuckkassettendecke, die 1987 im Rahmen der Restaurierung wiederhergestellt wurde. Zur selben Zeit erhielt der Raum noch zwei monumentale Wandgemälde, die die geteilte Stadt Berlin vor der Wiedervereinigung zeigen. Die Verwaltungsbücherei befindet sich ebenfalls im ersten Geschoss.
Das zweite Geschoss erhält durch übergroße Fenster viel Tageslicht. Hier befinden sich vor allem Sitzungssäle wie der Willy-Brandt-Saal (bis 1998: Bürgersaal). Nachdem er als Sitzungssaal komplett umgestaltet wurde, erfolgte nach dem Auszug des Abgeordnetenhauses ein weiterer Umbau zu einem „multifunktionellen Veranstaltungsort“. Des Weiteren befinden sich in der zweiten Etage der Alt-Schöneberger Saal und der Bezirksverordnetensitzungssaal, die beide holzgetäfelt sind. Letzterer ist repräsentativ mit zehn Gemälden ehemaliger Gemeindevorsteher und Bürgermeister von Schöneberg versehen. Ursprünglich befand sich hinter dem Präsidiumstisch ein Gemälde von Wilhelm II. Vor den drei Sälen liegt die Brandenburghalle, eine Wandelhalle mit einem Boden aus Solnhofener Platten (heute unter Teppichboden verborgen). Die Wandmalereien, großformatige Fresken aus der Schule des Berliner Landschaftsmalers Eugen Bracht, sind typische bürgerliche Auftragswerke der Entstehungszeit des Rathauses, die Motive aus der Mark Brandenburg zeigen.

### Außenraum
Vor dem Rathaus ist eine Übersichtstafel aufgestellt, die über die Verteilung eines Flächendenkmals im angrenzenden Viertel informiert: „Orte des Erinnerns im Bayerischen Viertel: Ausgrenzung und Entrechtung, Vertreibung, Deportation und Ermordung von Berliner Juden in den Jahren 1933 bis 1945“.

### Gedenktafeln
Am Rathaus erinnern Gedenktafeln an den Besuch von John F. Kennedy, an die Freiheitsglocke und an den Bildhauer Max Bluhm.
| Datierung     | Künstler        | Bild | Inschrift |
| ------------- | --------------- | ---- | --- |
| 26. Juni 1964 | Richard Scheibe |      | Gedenktafel für John F. Kennedy (mit Reliefportrait): John F. Kennedy 35. Präsident der Vereinigten Staaten von Amerika sprach in der Mittagsstunde des 26. Juni 1963 an dieser Stätte zu den Bürgern Berlins. Hier versammelten sich in der Nacht des 22. November 1963 die Berliner zur Totenklage für den ermordeten Staatsmann. In Dank und Ehrfurcht enthüllten sie am 26. Juni 1964 ihrem großen Freunde zum Gedächtnis diese Tafel. Miteinander werden wir diese Erde retten oder miteinander in den Flammen ihres Brandes umkommen. Aber retten können und retten müssen wir sie und damit werden wir uns den ewigen Dank der Menschheit verdienen und als Friedensstifter den ewigen Segen Gottes. John F. Kennedy in seinem Appell an die Völker 25. September 1961 Zusatztafel: Ein Geschenk an die Bürger Berlins von der alten und ehrenwerten Artilleriekompanie von Massachusetts zur Erinnerung an den 25. Jahrestag der bewegenden und mitreißenden Rede ihres verehrten Mitglieds John F. Kennedy, Präsident der Vereinigten Staaten von Amerika. 3. Oktober 1988 Ltc. Joseph de Matteo Captain Commanding |
|               |                 |      | Gedenktafel für die Freiheitsglocke (mit Reliefdarstellung): „Möge diese Welt mit Gottes Hilfe eine Wiedergeburt der Freiheit erleben“ So tönt die Freiheitsglocke vom Rathausturm in alle Welt. Sie ist ein Geschenk an die standhaften Berliner von ihren Freunden, den Bürgern von Amerika Ihrer Bestimmung wurde sie am 24. Oktober 1950 durch den Regierenden Bürgermeister Ernst Reuter und General Lucius D. Clay in Gegenwart von über 500.000 Berlinern aus beiden Teilen der Stadt übergeben. “That this world, under God, have a new birth of freedom” So speaks the bell of freedom from the rathaus tower to all mankind. Gift to the steadfast citizens of Berlin from their friends, the American people. Dedicated October 24, 1950 by Governing Mayor Ernst Reuter and General Lucius D. Clay in the presence of more than 500,000 Berliners from both parts of the city |
|               | Mai 2004        |      | Gedenktafel für Max Bluhm auf Acryglas: Bildhauer Max Bluhm (1870–1928) schuf im Jahre 1915 das Trauzimmer im Rathaus Schöneberg Sein Lebenslauf 27. Juni 1870 geboren in Alt-Jablonken, Kreis Osterode (Ostpreußen) 1888 bis 1889 Fachschule für Bildschnitzerei in Leisnig i. S. 1903 Bildhauer in verschiedenen Werkstätten in Görlitz, später selbständig 1904 bis 1905 Arbeiten in Schloss und Kirche zu Halbau (Schlesien) 1906 Arbeiten im Rathaus in Görlitz 1907 Übersiedlung nach Berlin, Tempelhofer Straße 22 (Haus im 2. Weltkrieg zerstört); Arbeiten bei Wertheim, Eckplastiken Kandelaber auf dem Wittenbergplatz, Plastiken im Kriegsministerium in der Dorotheenstraße 1911 bis 1912 Arbeiten im Rathaus Rixdorf 1913 bis 1915 Plastiken im Rathaus Schöneberg, Trauzimmer 1915 bis 1918 Arbeiten im Rathaus Neukölln (Rathausdiele), Rolandstatue aus dem Hertzbergplatz, eingeweiht am 12. September 1915, Christusfiguren in der Neuköllner Nikodemuskirche 1919 Denkmal des Eugen Diederich in Bremen (zusammen mit den Künstlern Mayer und Grosmann) 1920 Umzug in die Siedlung Lindenhof, Domnauer Straße 23 1925 bis 1927 Entwürfe für ein Wohnviertel in Charkow 19. März 1928 verstorben im Augusta-Viktoria-Krankenhaus, Berlin-Friedenau |

## Aktuelle Situation
Im Jahr 2001 erfolgte eine Umstrukturierung der Berliner Bezirke; es wurden zwölf möglichst gleich große Bezirke gebildet. Schöneberg wurde mit Tempelhof zum neuen Bezirk Tempelhof-Schöneberg fusioniert. Der Dienstsitz des Bürgermeisters des neuen Bezirks ist wiederum das Rathaus Schöneberg. Bezirksbürgermeisterin war ab dem 23. November 2011 Angelika Schöttler (SPD). Ihre Vorgänger im vereinten Bezirk waren von 1997 bis 2001 Dieter Hapel (CDU) und von 2001 bis 2011 Ekkehard Band (SPD). Im Rathaus Tempelhof sind Ämter der Abteilung Gesundheit, Soziales und Stadtentwicklung, das Ordnungsamt und ein Bürgeramt untergebracht.
Das Rathaus Schöneberg war von 1996 bis Ende Januar 2010 Sitz der Bundeskanzler-Willy-Brandt-Stiftung, die dort eine Ausstellung zum ehrenden Gedenken an Willy Brandt, den ehemaligen Regierenden Bürgermeister Berlins und Bundeskanzler unterhielt.
Seit 2005 befindet sich in der Ausstellungshalle die Ausstellung Wir waren Nachbarn – Biografien jüdischer Zeitzeugen. Diese Ausstellungsinstallation in der Art eines Lesesaals einer historischen Bibliothek wurde seit 2005 im Rathaus Schöneberg jährlich für drei Monate gezeigt. Seit 2010 ist sie eine Dauerausstellung. Im Jahr 2017 dokumentierten 157 biografische Alben mit persönlichen Fotos, Dokumenten und Berichten die Lebens- und Leidensgeschichte von jüdischen Bürgern aus Schöneberg und Tempelhof. Jährliche Erweiterungen sind geplant.
Vor dem Rathaus findet seit dem Ersten Weltkrieg regelmäßig ein Wochenmarkt statt. Versuche, ihn in den 1950er Jahren aus Gründen mangelnder Repräsentativität abzuschaffen, verhinderte Ernst Reuter, indem er darauf verwies, dass ein Wochenmarkt vor dem Rathaus eine gute deutsche Tradition sei.
Das Rathaus dient auch als Filmkulisse. Die holzgetäfelte Verwaltungsbibliothek bildete in den 1960er und in den 1990er Jahren die Kulisse in verschiedenen Edgar-Wallace-Filmen. Die Casino-Szene in Lola rennt wurde im Foyer des Rathauses gedreht, ebenso Szenen aus Aimée & Jaguar und Joe & Max. Einige Fernsehserien wie Wolffs Revier, Edel & Starck, Im Namen des Gesetzes, Unser Lehrer Doktor Specht oder Ein starkes Team konnten auf das gutbürgerliche Inventar des Gebäudes zurückgreifen.
Auch in der ARD-Serie Babylon Berlin sind Innenräume zu sehen: Die Alt-Berliner Restaurantkette Aschinger wurde in die Kantine des Rathauses Schöneberg verlegt.
In der ARD-Produktion Die Getriebenen (2020) wurden Einstellungen, die die ungarische Staatskanzlei darstellen sollten, ebenfalls im Rathaus Schöneberg gedreht.